# Callingura
Callingura là một chi bướm đêm thuộc họ Noctuidae. Hiện nó có tên đồng nghĩa là Paectes.